# Where the Wild Roses Grow
"Where the Wild Roses Grow" alternativna je rock pjesma australskog sastava Nick Cave and the Bad Seeds s gostujućim vokalima australske pjevačice Kylie Minogue. Pjesma je objavljena kao prvi singl s albuma Murder Ballads u listopadu 1995. godine u izdanju diskografske kuće Mute Records. 

## O pjesmi
Pjesmu je napisao australski pjevač i tekstopisac Nick Cave, a producirali su je Nick Cave i The Bad Seeds, Tony Cohen i Victor Van Vugt. Primila je pozitivne kritike glazbenih kritičara. Postala je najuspješnija pjesma sastava. U Norveškoj dospjela je na 3. mjesto tamošnje ljestvice, u Australiji na 2., te na jedno od prvih 20 mjesta u Ujedinjenom Kraljevstvu, Irskoj, Njemačkoj i Novom Zelandu. Također, primila je limitirano promotivno izdanje u SAD-u.
Pjesma dobila je zlatnu certifikaciju u Njemačkoj 1996. godine, iako nikad nije dospjela između prvih 10 mjesta na ljestvici te države. Opet se pojavila na dnu ljestvice German Top 100 2008. godine zbog digitalnih preuzimanja. "Where the Wild Roses Grow" također je dobila zlatnu certifikaciju u Australiji gdje je prodano 50.000 primjeraka singla.
Cave dobio je inspiraciju da napiše "Where the Wild Roses Grow" nakon što je poslušao tradicionalnu pjesmu, "Down in the Willow Garden", priču o čovjeku koji se udvara ženi i ubija je dok su zajedno. Cave je aranžirao ovu priču kao drugu od dvije B-strane, "The Ballad of Robert Moore & Betty Coltrane" / "The Willow Garden", objavljene na CD-maxi inačici singla.
Iako se pjesma ne nalazi ni na jednom Minogueinom studijskom albumu, može se naći na njenim kompilacijama Hits+, Greatest Hits 1987-1999 i Ultimate Kylie, a izvodila ju je i na koncertnim turnejama: 
- Showgirl: The Greatest Hits Tour (u medleyu s "Red Blooded Woman")
- Showgirl: The Homecoming Tour (u medleyu s "Red Blooded Woman")
- For You, For Me Tour (u medleyu s "Red Blooded Woman").

Pjesma dobila je tri australske ARIA nagrade: za singl godine (Single of the Year), pjesmu godine (Song of the Year) i najbolje pop izdanje (Best Pop Release).
Pjemsu je obradio glazbeni sastav Gregorian 2004. godine. 
Obrađena inačica pjesme u kojoj gitarist The Bad Seedsa, Blixa Bargeld pjeva Minoguein vokalni dio, objavljena je na kompilaciji B-Sides & Rarities.

### Pozadina
Cave opisao je pjesmu:
Minogue, kao Elisa Day, je voljena, a onda ubijena od strane Caveovog karaktera. Refren pjesme govori da nju zovu "Divlja Ruža" (Wild Rose), a ne Elisa Day, i to ljudi koji su proglasili njeno ubojstvo ("Zašto tako zovu me, ja ne znam, ali moje ime bilo je Elisa Day"). Caveov karakter je opčinjen Elisinom ljepotom i mrzi ideju o njenom slabljenju, zato je ubija da mu zauvijek ostane u sjećanju njena ljepota. Prvog dana on je posjetio njen dom i postao opsjednut s njom. Kaže da čim ju je vidio znao je da je ona ona prava po načinu na koji je gledala i smiješila se. Usne bile su joj boje ruža, koje rastu na rijeci sve lijepe i divlje. Ona rekla je da je zadrhtala u njegovom zagrljaju, znala da je on onaj pravi, te da je on smaknuo suze koje su potrčale niz njeno lice. Idući dan, dao joj je crvenu ružu, pitao ju zna li gdje rastu divlje ruže (where the wild roses grow) i hoće li ga pratiti ako mu ih pokaže. Zadnji dan, poveo ju je na rijeku, pokazao joj ruže i poljubio je, kako kaže, za oproštaj. Ona kaže da zadnja stvar koju je čula jest bila nejasna riječ, a on kaže da je rekao da sva ljepota mora umrijeti. Ubio ju je kamenom i stavio ružu između njenih zubi. Minogue pjeva refren na početku pjesme, između strofa i na kraju.  
Nick Cave and the Bad Seeds i Kylie Minogue prvi put u javnosti izveli su pjesmu 4. kolovoza 1995. godine u gradu Corku u Irskoj.

## Popis pjesama
Europski CD singl:
1. "Where the Wild Roses Grow"
2. "The Ballad of Robert Moore & Betty Coltrane"

Međunarodni maxi CD
1. "Where the Wild Roses Grow"
2. "The Ballad of Robert Moore & Betty Coltrane"
3. "The Willow Garden"

Vinilni singl:
1. "Where the Wild Roses Grow"
2. "The Ballad of Robert Moore & Betty Coltrane"

## Videospot
Spot za pjesmu snimljen je pod redateljskom palicom Rockyja Shencka. Prva scena prikazuje Minogueine noge u rijeci, zatim pokazuju se scene Minogue kako stoji, odjevena u bijelu haljinu, okružena divljim crvenim ružama i pjeva. Pokazuju se i scene Cavea kako stoji pored rijeke, zatim pogleda u jednu točku na rijeci i prekriva oči. Kreće se prema Minogue koja leži u rijeci, gdje rastu divlje ruže, u poziciji Millaisove slike Ophelia, što simbolizira njenu smrt. Pluta na leđima, okružena biljkama, tijelo joj je ukočeno i prekriveno vodom, samo lice, s otvorenim očima, je iznad vode. On podiže kamen koji je smješten pored nje i okreće ga. Onda se pokazuje okoliš u kojem se oni trenutno nalaze, mjesto gdje rastu divlje ruže, pa se onda opet prikazuje Minogue, preko koje gmiže veliki crni piton. Onda Cave rukom dotiče njeno tijelo, a zatim se prikazuje on kako miluje Minogue, koja sad leži izvan vode, haljina joj je zgužvana, desna ruka opružena i na njoj je vidljiva bijela rukavica. Skida joj crvenu traku s kose, a jedan zečić pretrči preko njene bijele haljine. Zatim joj skida oglicu s krstom, a onda se opet pokazuju u prvoj okolini, a Minogue je u rijeci i piton je i dalje na njenom tijelu. Zatim, opet scena Minogue kako stoji okružena ružama, a onda Cave onoj Minogue u rijeci stavlja ružu između zubi i zatvara joj oči.

## Top ljestvice
| Top ljestvica (1995.)  | Najviša Pozicija |
| ---------------------- | ---------------- |
| Australija             | 2                |
| Austrija               | 4                |
| Belgija                | 3                |
| Finska                 | 5                |
| Francuska              | 37               |
| Nizozemska             | 9                |
| Norveška               | 3                |
| Novi Zeland            | 11               |
| Njemačka               | 12               |
| Švedska                | 3                |
| Švicarska              | 11               |
| Ujedinjeno Kraljevstvo | 11               |